# ليو جونج
ليو جونج (بالصينية: 劉恭) (و. – 184 ق.م م) هو عاهل صيني، ولد في الصين، توفي في الصين.

## مناصب
تولى منصب إمبراطور الصين.